# West Sparta
West Sparta es un pueblo ubicado en el condado de Livingston en el estado estadounidense de Nueva York. En el año 2000 tenía una población de 1,244 habitantes y una densidad poblacional de 14 personas por km².

## Geografía
West Sparta se encuentra ubicado en las coordenadas 42°36′42″N 75°46′43″O / 42.61167, -75.77861.

## Demografía
Según la Oficina del Censo en 2000 los ingresos medios por hogar en la localidad eran de $ 40,789 y los ingresos medios por familia eran $44,583. Los hombres tenían unos ingresos medios de $31,781 frente a los $25,982 para las mujeres. La renta per cápita para la localidad era de $16,304. Alrededor del 8.9% de la población estaban por debajo del umbral de pobreza.